# Lennart Kollmats
Mats Lennart Esbjörn Kollmats, född Mattsson 10 maj 1943 i Varberg, död 1 januari 2025 i Kungsbacka distrikt, var en svensk politiker (folkpartist). Han var ordinarie riksdagsledamot 1998–2006, invald för Hallands läns valkrets. Kollmats var ordförande för kulturutskottet 2002–2006.

## Riksdagsledamot
I riksdagen var han framför allt aktiv i kulturutskottet, som ledamot 1998–2001, som suppleant 2001–2002 och som ordförande 2002–2006. Han har dessutom varit ledamot av skatteutskottet 2001–2002, suppleant i miljö- och jordbruksutskottet och ledamot riksdagens valberedning 2002–2006.